# Nombre de Mersenne premier

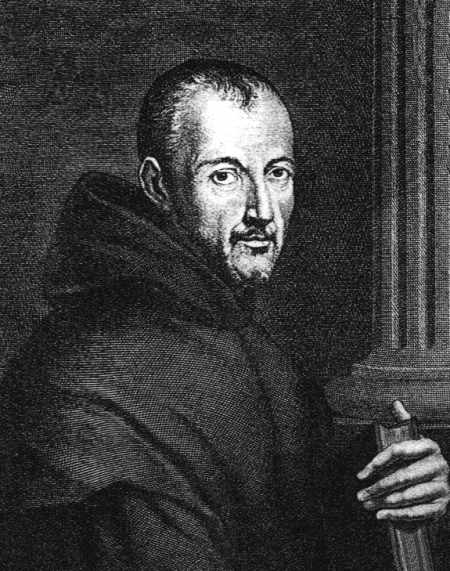
Le moine français Marin Mersenne (1588-1648)

En mathématiques et plus précisément en arithmétique, un nombre de Mersenne est un nombre de la forme 2n − 1 (souvent noté Mn), où n est un entier naturel non nul ; un nombre de Mersenne premier (ou nombre premier de Mersenne) est donc un nombre premier de cette forme. Ces nombres doivent leur nom au religieux érudit et mathématicien français du XVIIe siècle Marin Mersenne ; mais, près de 2 000 ans auparavant, Euclide les utilisait déjà pour étudier les nombres parfaits. Avant Mersenne, et même un certain temps après lui, la recherche des nombres de Mersenne premiers est intrinsèquement liée à celle des nombres parfaits. 
Si le nombre de Mersenne 2n − 1 est premier, alors n est premier. Par exemple, les nombres de Mersenne 22 − 1 = 3, 23 − 1 = 7 sont premiers, et leurs exposants 2, 3 le sont bien aussi. Cette condition que n soit premier est nécessaire pour que le nombre de Mersenne 2n − 1 soit premier. Par exemple, 1, 4 ne sont pas premiers, et les nombres de Mersenne 21 − 1 = 1, 24 − 1 = 15 = 3 × 5 ne le sont effectivement pas. Mais cette condition n'est pas suffisante. Par exemple, 11 est premier, mais le nombre de Mersenne 211 − 1 = 2 047 = 23 × 89 ne l'est pas.
Il existe un test de primalité efficace pour les nombres de Mersenne, le test de primalité de Lucas-Lehmer ; de ce fait, les plus grands nombres premiers connus sont des nombres de Mersenne. Les nombres de Mersenne premiers sont pourtant rares : seulement 52 sont connus en octobre 2024. On ne sait même pas s'il en existe une infinité.
La recherche de grands nombres de Mersenne premiers fait l'objet d'un projet de calcul collaboratif, le projet GIMPS.

## Nombres de Mersenne et nombres parfaits
Les nombres premiers de Mersenne sont liés aux nombres parfaits, qui sont les nombres « égaux à la somme de leurs diviseurs stricts ». Historiquement, c'est cette connexion qui a motivé l'étude des nombres premiers de Mersenne. Dès le IVe siècle av. J.-C., Euclide démontrait que si M = 2p − 1 est un nombre premier, alors M(M + 1)/2 = 2p − 1(2p − 1) est un nombre parfait. Deux millénaires plus tard, au XVIIIe siècle, Euler prouvait que tous les nombres parfaits pairs sont de cette forme. Par ailleurs, aucun nombre parfait impair n'est connu.

## Propriétés des nombres de Mersenne

### Propriété fondamentale des nombres de Mersenne
Soit n ∈ {\displaystyle \mathbb {N} ^{*}} ; si n n'est pas premier, alors le n-ième nombre de Mersenne (Mn = 2n − 1) n'est pas premier. En effet :
- Si n = 1, alors Mn = 21 − 1 = 1.
- Si n = kl est composé, alors Mn = 2kl − 1 est composé. En effet :
  - k > 1 et l > 1, donc kl > k, et donc 2kl − 1 > 2k − 1 > 1 ;
  - 2kl − 1 = (2k − 1)×(2k(l−1) + 2k(l−2) + ... + 2k×2 + 2k + 1).

Les deux plus petits exemples avec indices composés sont :
4 = 2 × 2, 6 = 2 × 3 sont composés, et M4 = 24 − 1 = 15 = 3 × 5, M6 = 26 − 1 = 63 = 32 × 7 sont bien composés.
Plus précisément :
2 divise 4, 6, et M2 = 3 divise bien M4 = 15, M6 = 63.
Autrement dit (contraposée) :
Soit n ∈ {\displaystyle \mathbb {N} ^{*}} ; si le n-ième nombre de Mersenne (Mn = 2n − 1) est premier, alors n est premier.
Les huit plus petits exemples sont :
M2 = 22 − 1 = 3, M3 = 23 − 1 = 7, M5 = 25 − 1 = 31, M7 = 27 − 1 = 127, M13 = 213 − 1 = 8 191, M17 = 217 − 1 = 131 071, M19 = 219 − 1 = 524 287, M31 = 231 − 1 = 2 147 483 647 ( A000668) sont premiers, et 2, 3, 5, 7, 13, 17, 19, 31 ( A000043) sont bien premiers.
La réciproque est fausse. En effet :
Soit n ∈ {\displaystyle \mathbb {N} ^{*}} ; même si n est premier, le n-ième nombre de Mersenne (Mn = 2n − 1) peut ne pas être premier.
Les trois plus petits contre-exemples sont :
11, 23, 29 ( A054723) sont premiers, mais M11 = 211 − 1 = 2 047 = 23 × 89, M23 = 223 − 1 = 8 388 607 = 47 × 178 481, M29 = 229 − 1 = 536 870 911 = 233 × 1 103 × 2 089 ( A065341) sont composés.
Conséquences :
Pour trouver des nombres de Mersenne premiers, on sait déjà qu'il faut se limiter à des Mp avec p premier, mais que ce n'est pas suffisant. Il faut ensuite affûter les critères de sélection des nombres premiers p.

### Autres propriétés des nombres de Mersenne
- Ils constituent la suite des répunits en base 2.
- Conséquence :
Pour tous entiers m ≥ 1 et n ≥ 1, pgcd(Mm, Mn) = Mpgcd(m,n).
En particulier, si m divise n, alors Mm divise Mn. Donc, si n n'est pas premier, alors Mn n'est pas premier.

Exemple :
pgcd(M4, M6) = pgcd(24 − 1, 26 − 1) = pgcd(15, 63) = 3 = 22 − 1 = M2 = Mpgcd(4,6).
- Tous les nombres de Mersenne Mn ≥ 7, premiers ou composés, sont des nombres brésiliens. En effet :
Mn = (111...111)2 avec n fois la présence du chiffre 1 dans l'écriture en base 2.
Le nombre 7 est d'ailleurs le plus petit nombre brésilien.
- D'après le test de primalité de Lucas-Lehmer pour les nombres de Mersenne, pour un nombre premier p impair, Mp est premier si et seulement si Mp divise Sp – 1, où S1 = 4 et pour tout n ≥ 1, Sn + 1 = Sn2 − 2.

Les six plus petits termes de cette suite de Lucas-Lehmer sont :
S1 = 4, S2 = 42 − 2 = 14, S3 = 142 − 2 = 194, S4 = 1942 − 2 = 37 634, S5 = 37 6342 − 2 = 1 416 317 954, S6 = 1 416 317 9542 − 2 = 2 005 956 546 822 746 114 (voir la suite A003010 de l'OEIS).

(M2 = 3 ne divise pas S1 = 4 mais 2 est pair, et M2 = 3 est bien premier.)
M3 = 7 divise S2 = 14 = 2 × 7, M5 = 31 divise S4 = 37 634 = 2 × 31 × 607, M7 = 127 divise S6 = 2 005 956 546 822 746 114 = 2 × 127 × 7 897 466 719 774 591, et M3 = 7, M5 = 31, M7 = 127 sont bien premiers.
M4 = 15 = 3 × 5 ne divise pas S3 = 194 = 2 × 97, M6 = 63 = 32 × 7 ne divise pas S5 = 1 416 317 954 = 2 × 708 158 977, et M4, M6 sont bien composés.
- Si a divise Mp avec p premier impair, alors :{\displaystyle a\equiv 1{\pmod {2p}}\quad {\text{et}}\quad a\equiv \pm 1{\pmod {8}}.}
- Un théorème d'Euler entraîne que pour q premier ≥ 5,
Mq est premier si et seulement s'il existe un unique couple (x, y) d'entiers ≥ 1 tel que Mq = (2x)2 + 3(3y)2.

Exemples :
Pour M5 = 31 : q = 5 est premier ≥ 5 ; (2 × 1)2 + 3 (3 × 1)2 = 31 ; ni x ni y ne peut diminuer, donc ni y ni x ne peut augmenter ; donc il existe un unique couple (x, y) d'entiers ≥ 1 tel que (2 x)2 + 3 (3 y)2 = 31 (à savoir (1, 1)) ; et M5 = 31 est bien premier.
Pour M11 = 2 047 : q = 11 est premier ≥ 5 ; 2 047 est impair et (2 x)2 est pair, donc y doit être impair ; 2 047 − 3 (3 × 1)2 = 2 020 = 22 × 5 × 101, 2 047 − 3 (3 × 3)2 = 1 804 = 22 × 11 × 41, 2 047 − 3 (3 × 5)2 = 1 372 = 22 × 73, 2 047 − 3 (3 × 7)2 = 724 = 22 × 181 ne sont pas des carrés, et 2 047 − 3 (3 × 9)2 = −140 < 0 ; donc il n'existe aucun couple (x, y) d'entiers ≥ 1 tel que (2 x)2 + 3 (3 y)2 = 2 047 ; et M11 = 2 047 = 23 × 89 n'est effectivement pas premier.

(Bas Jansen a étudié Mq = x2 + d·y2 pour d compris entre 0 et 48.)
- Si q ≡ 3 (mod 4) est premier, alors :
2q + 1 est aussi premier si et seulement si 2q + 1 divise Mq[6].

Exemples :
7 = 3 + 1 × 4, 7 est premier, 2 × 7 + 1 = 15 = 3 × 5 ne divise pas M7 = 127, et 15 n'est effectivement pas aussi premier.
11 = 3 + 2 × 4, 11 est premier, 2 × 11 + 1 = 23 divise M11 = 2 047 = 23 × 89, et 23 est effectivement aussi premier.
- Ramanujan a conjecturé (en 1913) que l'équation Mq = 6 + x2, appelée équation de Ramanujan-Nagell, n'a que cinq solutions : (q, x) ∈ {(3, 1), (4, 3), (5, 5), (7, 11), (15, 181)} ; ce fut démontré par Trygve Nagell en 1948.
- La constante d'Erdős-Borwein {\displaystyle \sum _{n=1}^{\infty }{\frac {1}{2^{n}-1}}}, définie comme la somme de la série des inverses des nombres de Mersenne (premiers ou non), est irrationnelle[7].

## Historique

### Historique des outils théoriques
Marin Mersenne, moine de l'ordre des Minimes au début du XVIIe siècle, est l'auteur de la proposition : si Mn est premier, alors n aussi ; il l'aurait par ailleurs démontrée[Information douteuse],.
En 1732, Euler rappelle que la réciproque est fausse : Mp peut être composé alors que p est premier. Il donne le plus petit contre-exemple : 11 est premier mais M11 = 2 047 = 23 × 89 ne l'est pas; il mentionne que c'est aussi le cas pour p = 23, 83, 131, 179, 191, et 239.
En 1878, Édouard Lucas développe une méthode pour tester si un nombre de Mersenne Mp (avec p premier) est premier. Dans les années 1930, Derrick Lehmer l'améliore. Le test de primalité de Lucas-Lehmer pour les nombres de Mersenne est exceptionnellement simple comparativement à la taille des nombres considérés. Grâce à ce test très rapide, depuis longtemps les plus grands nombres premiers connus sont des nombres premiers de Mersenne.

### Historique des nombres de Mersenne premiers découverts
Les quatre premiers nombres premiers de Mersenne sont connus dès l'Antiquité. Au XIIe siècle, Ibn Fallus donne une liste de nombres parfaits dans un commentaire de l'introduction à l'arithmétique de Nicomaque. On y trouve ceux correspondant aux cinquième, sixième, et septième nombres de Mersenne. Mais il ne fournit aucun calcul et sa liste comporte des erreurs, qui peuvent laisser penser qu'il s'est appuyé sur des hypothèses fausses ou insuffisantes, et n'a pas vérifié la primalité de ces nombres de Mersenne. On trouve le cinquième (213 − 1) dans un manuscrit anonyme daté de 1456 ou 1461. Les deux suivants (217 − 1 et 219 − 1) sont donnés par Pietro Cataldi en 1588. Au début du XVIIe siècle, Marin Mersenne fournit une liste des nombres premiers « de Mersenne » jusqu’à l'exposant 257, qui se révélera fausse : elle inclut par erreur 67 et 257, et omet 61, 89, et 107.
| P : Mp est premier — : Mp n'est pas premier Cyan : Mersenne l'avait prévu Rose : il avait prévu le contraire |     |     |     |     |     |     |     |     |
| p | 2   | 3   | 5   | 7   | 11  | 13  | 17  | 19  |
| Mp | P   | P   | P   | P   | —   | P   | P   | P   |
| p | 23  | 29  | 31  | 37  | 41  | 43  | 47  | 53  |
| Mp | —   | —   | P   | —   | —   | —   | —   | —   |
| p | 59  | 61  | 67  | 71  | 73  | 79  | 83  | 89  |
| Mp | —   | P   | —   | —   | —   | —   | —   | P   |
| p | 97  | 101 | 103 | 107 | 109 | 113 | 127 | 131 |
| Mp | —   | —   | —   | P   | —   | —   | P   | —   |
| p | 137 | 139 | 149 | 151 | 157 | 163 | 167 | 173 |
| Mp | —   | —   | —   | —   | —   | —   | —   | —   |
| p | 179 | 181 | 191 | 193 | 197 | 199 | 211 | 223 |
| Mp | —   | —   | —   | —   | —   | —   | —   | —   |
| p | 227 | 229 | 233 | 239 | 241 | 251 | 257 | 263 |
| Mp | —   | —   | —   | —   | —   | —   | —   | —   |

En 1772, Euler vérifie que 231 − 1 est premier. Le suivant dans l'ordre chronologique (mais non numérique), 2127 − 1, est trouvé par Lucas en 1876 ; puis 261 − 1 est démontré premier par Ivan Pervouchine en 1883. Encore deux autres sont trouvés au début du XXe siècle par Ralph Ernest Powers en 1911 et en 1914.
La recherche des nombres premiers de Mersenne est révolutionnée par l'utilisation des calculateurs électroniques. La première identification d'un nombre de Mersenne par ce moyen a lieu à 22 heures le 30 janvier 1952 par un ordinateur SWAC à l'Institut d'Analyse Numérique (Institute for Numerical Analysis) du campus de l'université de Californie à Los Angeles, sous la direction de Derrick Lehmer, avec un programme écrit par Raphael Robinson.
C'est le premier nombre premier de Mersenne identifié depuis 38 ans. Le suivant est découvert moins de deux heures plus tard par le même ordinateur, qui en trouve trois de plus dans les mois suivants.
En décembre 2018, 51 nombres premiers de Mersenne sont connus, le plus grand étant M82 589 933, qui est aussi à la même date le plus grand nombre premier connu. Comme plusieurs de ses prédécesseurs, il est découvert par un calcul distribué sous l'égide du projet GIMPS, Great Internet Mersenne Prime Search (qui signifie « grande recherche par Internet de nombres premiers de Mersenne »).

## Liste des nombres de Mersenne premiers connus
On ne sait pas si l'ensemble des nombres de Mersenne premiers est fini ou infini (mais on conjecture qu’il est infini). En octobre 2024, 52 nombres de Mersenne premiers étaient connus (suite  A000043 pour p, et suite  A000668 pour Mp).
Historiquement, ils ne furent pas toujours découverts par ordre croissant. Par exemple : en 1983 fut trouvé le 30e, M132 049 ; en 1988 fut trouvé le 29e, M110 503.
| Rang | p           | Mp         | Écriture de Mp en base dix | Nombre de chiffres en base dix | Date de découverte | Découvreur(s)                                                      |
| ---- | ----------- | ---------- | -------------------------- | ------------------------------ | ------------------ | ------------------------------------------------------------------ |
| 1    | 2           | M2         | 3                          | 1                              | Antiquité          | remarqué (en tant que nombre premier) par les mathématiciens grecs |
| 2    | 3           | M3         | 7                          | 1                              | Antiquité          | remarqué (en tant que nombre premier) par les mathématiciens grecs |
| 3    | 5           | M5         | 31                         | 2                              | Antiquité          | remarqué (en tant que nombre premier) par les mathématiciens grecs |
| 4    | 7           | M7         | 127                        | 3                              | Antiquité          | remarqué (en tant que nombre premier) par les mathématiciens grecs |
| 5    | 13          | M13        | 8 191                      | 4                              | XVe siècle         | manuscrit anonyme (1456 ou 1461)                                   |
| 6    | 17          | M17        | 131 071                    | 6                              | 1588               | Cataldi                                                            |
| 7    | 19          | M19        | 524 287                    | 6                              | 1588               | Cataldi                                                            |
| 8    | 31          | M31        | 2 147 483 647              | 10                             | 1750               | Euler                                                              |
| 9    | 61          | M61        | 2 305 843 009 213 693 951  | 19                             | 1883               | Pervouchine                                                        |
| 10   | 89          | M89        | 618970019…449562111        | 27                             | 1911               | Powers                                                             |
| 11   | 107         | M107       | 162259276…010288127        | 33                             | 1914               | Powers                                                             |
| 12   | 127         | M127       | 170141183…884105727        | 39                             | 1876               | Lucas                                                              |
| 13   | 521         | M521       | 686479766…115057151        | 157                            | 30 janvier 1952    | Robinson (SWAC)                                                    |
| 14   | 607         | M607       | 531137992…031728127        | 183                            | 30 janvier 1952    | Robinson (SWAC)                                                    |
| 15   | 1 279       | M1279      | 104079321…168729087        | 386                            | 25 juin 1952       | Robinson (SWAC)                                                    |
| 16   | 2 203       | M2203      | 147597991…697771007        | 664                            | 7 octobre 1952     | Robinson (SWAC)                                                    |
| 17   | 2 281       | M2281      | 446087557…132836351        | 687                            | 9 octobre 1952     | Robinson (SWAC)                                                    |
| 18   | 3 217       | M3217      | 259117086…909315071        | 969                            | 8 septembre 1957   | Riesel (BESK (en))                                                 |
| 19   | 4 253       | M4253      | 190797007…350484991        | 1 281                          | 3 novembre 1961    | Hurwitz (IBM)                                                      |
| 20   | 4 423       | M4423      | 285542542…608580607        | 1 332                          | 3 novembre 1961    | Hurwitz (IBM)                                                      |
| 21   | 9 689       | M9689      | 478220278…225754111        | 2 917                          | 11 mai 1963        | Gillies (en) (ILLIAC II)                                           |
| 22   | 9 941       | M9941      | 346088282…789463551        | 2 993                          | 16 mai 1963        | Gillies (ILLIAC II)                                                |
| 23   | 11 213      | M11213     | 281411201…696392191        | 3 376                          | 2 juin 1963        | Gillies (ILLIAC II)                                                |
| 24   | 19 937      | M19937     | 431542479…968041471        | 6 002                          | 4 mars 1971        | Tuckerman (IBM)                                                    |
| 25   | 21 701      | M21701     | 448679166…511882751        | 6 533                          | 30 octobre 1978    | Noll (en) et Nickel (CDC)                                          |
| 26   | 23 209      | M23209     | 402874115…779264511        | 6 987                          | 9 février 1979     | Noll (CDC)                                                         |
| 27   | 44 497      | M44497     | 854509824…011228671        | 13 395                         | 8 avril 1979       | Nelson (en) et Slowinski (en) (Cray Research)                      |
| 28   | 86 243      | M86243     | 536927995…433438207        | 25 962                         | 25 septembre 1982  | Slowinski (Cray)                                                   |
| 29   | 110 503     | M110503    | 521928313…465515007        | 33 265                         | 28 janvier 1988    | Colquitt et Welsh (NEC)                                            |
| 30   | 132 049     | M132049    | 512740276…730061311        | 39 751                         | 19 septembre 1983  | Slowinski (Cray)                                                   |
| 31   | 216 091     | M216091    | 746093103…815528447        | 65 050                         | 1er septembre 1985 | Slowinski (Cray)                                                   |
| 32   | 756 839     | M756839    | 174135906…544677887        | 227 832                        | 19 février 1992    | Slowinski et Gage                                                  |
| 33   | 859 433     | M859433    | 129498125…500142591        | 258 716                        | 10 janvier 1994    | Slowinski et Gage                                                  |
| 34   | 1 257 787   | M1257787   | 412245773…089366527        | 378 632                        | 3 septembre 1996   | Slowinski et Gage                                                  |
| 35   | 1 398 269   | M1398269   | 814717564…451315711        | 420 921                        | 13 novembre 1996   | GIMPS / Joel Armengaud                                             |
| 36   | 2 976 221   | M2976221   | 623340076…729201151        | 895 932                        | 24 août 1997       | GIMPS / Gordon Spence                                              |
| 37   | 3 021 377   | M3021377   | 127411683…024694271        | 909 526                        | 27 janvier 1998    | GIMPS / Roland Clarkson                                            |
| 38   | 6 972 593   | M6972593   | 437075744…924193791        | 2 098 960                      | 1er juin 1999      | GIMPS / Nayan Hajratwala                                           |
| 39   | 13 466 917  | M13466917  | 924947738…256259071        | 4 053 946                      | 14 novembre 2001   | GIMPS / Michael Cameron                                            |
| 40   | 20 996 011  | M20996011  | 125976895…855682047        | 6 320 430                      | 17 novembre 2003   | GIMPS / Michael Shafer                                             |
| 41   | 24 036 583  | M24036583  | 299410429…733969407        | 7 235 733                      | 15 mai 2004        | GIMPS / Josh Findley                                               |
| 42   | 25 964 951  | M25964951  | 122164630…577077247        | 7 816 230                      | 18 février 2005    | GIMPS / Martin Nowak                                               |
| 43   | 30 402 457  | M30402457  | 315416475…652943871        | 9 152 052                      | 15 décembre 2005   | GIMPS / Cooper et Boone                                            |
| 44   | 32 582 657  | M32582657  | 124575026…053967871        | 9 808 358                      | 4 septembre 2006   | GIMPS / Cooper et Boone                                            |
| 45   | 37 156 667  | M37156667  | 202254405…308220927        | 11 185 272                     | 6 septembre 2008   | GIMPS / Elvenich                                                   |
| 46   | 42 643 801  | M42643801  | 169873516…562314751        | 12 837 064                     | 12 avril 2009      | GIMPS / Odd Magnar Strindmo                                        |
| 47   | 43 112 609  | M43112609  | 316470269…697152511        | 12 978 189                     | 23 août 2008       | GIMPS / Smith                                                      |
| 48   | 57 885 161  | M57885161  | 581887266…724285951        | 17 425 170                     | 25 janvier 2013    | GIMPS / Cooper                                                     |
| 49   | 74 207 281  | M74207281  | 300376418…086436351        | 22 338 618                     | 7 janvier 2016     | GIMPS / Cooper                                                     |
| 50 ? | 77 232 917  | M77232917  | 467333183...762179071      | 23 249 425                     | 3 janvier 2018     | GIMPS / Jonathan Pace                                              |
| 51 ? | 82 589 933  | M82589933  | 148894445...217902591      | 24 862 048                     | 7 décembre 2018    | GIMPS / Patrick Laroche                                            |
| 52 ? | 136 279 841 | M136279841 | 881694327...486871551      | 41 024 320                     | 12 octobre 2024    | GIMPS / Luke Durant                                                |

## Liste de nombres de Mersenne non premiers mais d'indices premiers
Les neuf plus petits nombres de Mersenne non premiers mais d'indices premiers (venant s'intercaler entre les 1er et 9e nombres de Mersenne premiers, connus à la fin du XIXe siècle) sont :
| No | p (suite A054723 de l'OEIS) | Mp  | Écriture de Mp en base dix (suite A065341 de l'OEIS) | Nombre de chiffres en base dix | Décomposition               |
| -- | --------------------------- | --- | ---------------------------------------------------- | ------------------------------ | --------------------------- |
| 1  | 11                          | M11 | 2 047                                                | 4                              | 23 × 89                     |
| 2  | 23                          | M23 | 8 388 607                                            | 7                              | 47 × 178 481                |
| 3  | 29                          | M29 | 536 870 911                                          | 9                              | 233 × 1 103 × 2 089         |
| 4  | 37                          | M37 | 137 438 953 471                                      | 12                             | 223 × 616 318 177           |
| 5  | 41                          | M41 | 2 199 023 255 551                                    | 13                             | 13 367 × 164 511 353        |
| 6  | 43                          | M43 | 8 796 093 022 207                                    | 13                             | 431 × 9 719 × 2 099 863     |
| 7  | 47                          | M47 | 140 737 488 355 327                                  | 15                             | 2 351 × 4 513 × 13 264 529  |
| 8  | 53                          | M53 | 9 007 199 254 740 991                                | 16                             | 6 361 × 69 431 × 20 394 401 |
| 9  | 59                          | M59 | 576 460 752 303 423 487                              | 18                             | 179 951 × 3 203 431 780 337 |

Le 10e nombre de Mersenne non premier mais d'indice premier, M67 = 147 573 952 589 676 412 927, figurait dans la liste originelle de Mersenne ; mais Lucas montra en 1876 que ce nombre n'est pas premier, sans toutefois pouvoir exhiber ses facteurs. La factorisation M67 = 193 707 721 × 761 838 257 287 fut déterminée par Frank Nelson Cole en 1903.

## Généralisations

### Suite de Lucas
Les nombres de Mersenne (premiers ou non) sont les répunits en base 2. La suite {\displaystyle \left({\frac {b^{n}-1}{b-1}}\right)_{n\in \mathbb {N} ^{*}}} des répunits en base b est la suite de Lucas U(b + 1, b). Or toute suite de Lucas U(P, Q) avec P et Q premiers entre eux est à divisibilité forte. Par le même raisonnement que pour la suite des nombres de Mersenne (voir supra), une condition nécessaire (mais non suffisante) pour que le n-ième terme d'une telle suite soit premier est donc que n le soit également.

### Nombres premiers de Solinas
Les nombres premiers de Solinas sont les nombres premiers de la forme p = f(2k) où f est un polynôme unitaire à coefficients entiers de faible « poids de réduction modulaire » (une condition technique destinée à ce que les calculs de réduction modulo p soient rapides et qui, pour simplifier, est parfois remplacée par : les coefficients non nuls de f sont peu nombreux et valent ±1,,). Solinas donne une série d'exemples, dont le premier est f(t) = t − 1, de « poids » 1 (qui correspond aux nombres de Mersenne) et le dernier est f(t) = t4 − t3 + t2 + 1, de « poids » 4, mais qui inclut aussi f(t) = td − td − 1 + td − 2 − … + (−1)d, de « poids » 3.

### Nombres premiers dont l'écriture n'utilise pas un chiffre donné
Puisque les nombres de Mersenne sont les répunits en base 2, leur écriture binaire ne comporte aucun 0. De manière analogue, on peut étudier dans les bases supérieures les nombres premiers dont l'écriture est dépourvue d'un certain chiffre. Il a été prouvé en 2019 qu'il existe une infinité de nombres premiers dont le développement en base dix ne comporte pas l'un quelconque des chiffres de 0 à 9.

## Répartition des nombres de Mersenne premiers
Les nombres de Mersenne premiers sont rares. On ne sait pas s'il en existe une infinité. Une conjecture est que le nombre de ceux qui sont inférieurs à un réel x donné est asymptotiquement proportionnel à ln (ln x), soit une croissance très lente et de plus en plus lente. Plus précisément, selon une conjecture due à Lenstra et Pomerance, puis reformulée et complétée par Wagstaff, il y aurait asymptotiquement eγ/ln 2 ln (ln x) nombres de Mersenne premiers inférieurs à x.
Si la conjecture était réalisée, le nombre c(t) d'exposants p inférieurs à t tels que 2p − 1 est premier serait asymptotiquement proportionnel à ln t. Une estimation fondée sur les 51 nombres premiers connus en mars 2022 donne c(t) = 2,50508 ln t.